# Tadhg mac Domnaill
Tadhg mac Domnaill Ó Cellaigh (mort le 10 août 1316),  anglicisé en: Teig O'Kelly, est le 7e roi d'Uí Maine issu de la lignée des Ua Ceallaig (anglicisé en  O' Kellys)  il règne de  1315 à 1316.

## Origine
Tadhg est l'un des cinq fils de  Domnall mac Conchobair et de l'une de ses épouses Abis, la fille de O'Flainn (anglais : O'Flynn).

Gilbert, roi d'Uí Maihne, David, Tadhg Mór de la Bataille d'Ath na Righ, Conchobar, roi d'Uí Maihne, et Aedh. Seuls deux d'entre étaient de la même mère : Tadhg et Conchobar, et leur mère était  Abis, la fille de O'Flainn.

## Règne
Tadhg usurpe le trône de son demi-frère ainé Gilbert Ó Cellaigh dans le contexte de la guerre de 1315–16, qui éclate à la suite 
du retour d'Ulster de Ruaidri mac Cathail Ruaid Ua Conchobair  qui s'empare de la royauté du Connacht au détriment de son cousin Felim mac Aeda Ua Conchobair  Tadhg expulse  Gilbert et s'allie avec Ruaidhri. Ce dernier rassemble les Hommes du Connacht et du royaume de Bréifne, ainsi que de nombreux Gallowglass, et pénètre dans le Síl Muiredaig puis dans le reste du Connacht, il incendie les cités de  Sligo, Ballymote, et le grand château de Kilcolman,  dans le Comté de Roscommon, Dunamon avec les  château de Roscommon , Randoon et Athlone, ainsi que les domaines qu'il rencontre sur sa route ... Il reçoit des gages et des otages du Síl Muiredaig et se fait proclamer roi à Carnfree. Il y séjourne ensuite en ravageant les territoires voisins qui ne s'étaient pas soumis à lui
Tadhg accompagne Ruaidhri l'hiver suivant dans ses expéditions  au delà du  Connacht à  Leith Luigne,  dans les descentes de Sliab Gam, et en particulier à Glenn Fathraim, où ils tuent plusieurs centaines de vaches, moutons et cheveux. Selon les annales à cette époque : « ils dépouillent les femmes et ruinent les enfants et les gens humbles, et jamais dans la mémoire de l'homme il n'y avait autant de bétail détruit en un seul endroit » . Revenant en Ui Maine, il incendie le château d'Aughrim, dans le Comté de Galway et pille et brûle  
le Conmhaícne Mheáin Maigh (en). Du fait à la fois de ces guerres et des dures conditions climatiques : « Toutes les régions de l'Irlande connaissent beaucoup d'afflictions de  très nombreux décès, famine et de nombreuses maladies étranges, et d'intolérables meurtres et tempêtes ».

## Moin Crinnoge
En février les deux prétendants Ó Conchobair se livrent bataille à Tochar Mona Conneda (actuelle Moin Crinnoge). Rudhri est vaincu et Felim mac Aeda Ua Conchobair « chasse les officiers de Ruaidri O'Conchobair et s'empare du royaume de Connacht des Chûtes d'Assaroe (en) à Slieve Aughty (en). Fedlim exige des otages du  Clann Cellaig»  et le contraint à se soumettre et à se joindre à lui lorsqu'il se retourne et change de camp et engage le combat contre ses anciens alliés les Anglo-Irlandais du Connacht.

## Bataille d'Athenry
L'armée de Fedlim qui compte  plus de 2.000 hommes semble s'être rassemblée à Ballinasloe fin juillet ou début août quand la nouvelle fut reçue que Guillaume de Bourg, dit le Gris, était revenu d'Écosse avec des mercenaires Gallowglass et assemblait une armée à Athenry afin de combattre Fedlim. Tadgh à la tête de l'armée Uí Maine et du Síol Anmchadha, accompagné de ses vassaux, parviennent à Athenry le 10 août 1316. La seconde bataille d'Athenry se livre le jour même, et l'armée de Fedlim est lourdement défaite. Selon les annales : « Tadc O Cellaig, roi d' Ui Maine tombe et avec lui 28 hommes qui étaient des héritiers potentiels du royaume  Ui Maine ». Fedlim et sa suite sont également tués  dans ce qui est désormais  Kingsland, un plateau à l'est de la cité.

## Mort
En réalité Tadhg, survit à la bataille et avec un seul garde du corps, il se cache dans les bois des environs d'Athenry. Dans la soirée, John Husse, le bourreau de la ville et son serviteur qui inspectaient le champ de bataille à la recherche de survivants et de butin le découvrent. Tadhg promet à Husse que s'il l'aide et devient « son Homme », il lui garantira le pouvoir et une position sociale. Le serviteur de Husse est d'accord pour accepter cette proposition et exhorte son maître à acquiescer.
Pour toute réponse, Husse dégaine son épée et décapite son serviteur. Il combat ensuite le valet d'armes de Tadhg, puis l'ayant vaincu et tué il attaque  Tadgh lors d'un combat singulier à épée. Il transperce Tadgh puis l'ayant décapité, il conserve le corps avec celui de son garde du corps. Husse de retour à Athenry, reçoit une  récompense de son seigneur, Rickard de Bermingham, pour les trois têtes coupées. La tête de Tadgh, comme celle du  Fedlim, sont placées sur les tours jumelles de la porte principale d'Athenry, comme les plus dangereux des Irlandais vaincus. les deux têtes sont encore représentées  dans les armoiries actuelles d'Athenry

## Succession
Son frère Conchobar mac Domnaill Ó Cellaigh lui succède sur le trône d'Ui Maine de 1316 à 1318 avant que leur demi-frère Gilbert mac Domnaill Ó Cellaigh soit restauré jusqu'à sa mort en 1322. L'un de ses fils  Tadhg Óg mac Taidhg, obtient brièvement le royaume d'Ui Maine en 1339-1340 mais Uilliam Buidhe mac Donnchadha Muimhnigh, s'oppose victorieusement à lui. Tadhg Óg grièvement blessé lors du combat meurt peu après. La famille de Tadhg est ainsi présentée dans le Leabhar Ua Maine (en):

Tadhg de la Bataille d' Ath na Righ, le fils de Domhnall (son grand-père), avait trois fils, c'est-à-dire : Donnchadh, Tadhg, et Conchobhar. Tadhg (son père), avait trois fils, Tadhg Og, Donnchadh Euadh, et un autre Tadhg, surnommé Ruadh. Conchobhar, fils de Tadhg, avait trois fils : Ruaidhri, Eoghan, et Aedh.

## Sources
- (en) T.W Moody, F.X. Martin et F.J. Byrne, A New History of Ireland IX Maps, Genealogies, Lists. A companion to Irish History part II, Oxford, Oxford University Press, 2011, 690 p. (ISBN 978-0-19-959306-4).
- (en) Bart Jaski, Genealogical tables of medieval Irish royal dynasties, Dublin, Four Courts Press, 2013 (ISBN 9781846824265), p. 158 Tableau 73. Ua Cellaig 13th - 16th c.